# Aérodrome de Puerto Barrios
L'aérodrome de Puerto Barrios dessert la ville de Puerto Barrios au Guatemala.
À la fois civil et militaire, il est administré par la DGAC - Dirección General de Aeronáutica Civil de Guatemala.
Il dispose d'une piste de 2 707 m.

## Situation
| Puerto Barrios Flores Guatemala Quetzaltenango |